# Patolli

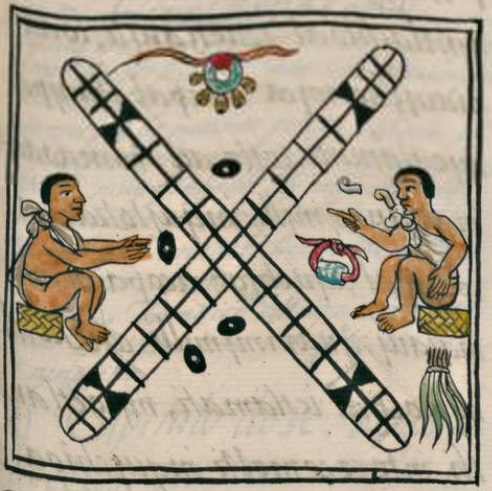
Ilustracja gry patolli z książki Bernardino de Sahaguna

Patolli (wariantowa pisownia hiszpańska: patole) – gra planszowa wywodząca się z Ameryki Południowej, najprawdopodobniej wymyślona przez Azteków, o zasadach podobnych do chińczyka. Nazwa wywodzi się z języka nahuatl i pochodzi od słowa patoa, oznaczającego "grać".
Gra, bardzo popularna w czasach prekolumbijskich, została całkowicie zapomniana po zniszczeniu państwa Azteków przez konkwistadorów. Jedyne informacje na jej temat pochodzą z książek: Historia universal de nuova España Bernardino de Sahaguna z 1545 r. oraz Antiquillas e historia de los mejocanos Diego Durana z 1560.
Poza Aztekami, grę znali również z pewnością Majowie. W Palenque w Świątyni Inskrypcji archeolog meksykański Alberto Rujas odnalazł planszę do gry w patolli. Podobna gra znana była również Indianom Kiowa w Oklahomie. Ta ostatnia wykazuje również duże podobieństwo do koreańskiej gry nyout, co doprowadziło do sformułowania tezy o zasiedleniu Ameryk z obszaru Azji w 1878. Jej autorem był członek Towarzystwa Królewskiego Edward Burnett Tylor.